# Microdymasius plagiatus
Microdymasius plagiatus är en skalbaggsart som först beskrevs av Charles Joseph Gahan 1906.  Microdymasius plagiatus ingår i släktet Microdymasius och familjen långhorningar.
Artens utbredningsområde är Burma. Inga underarter finns listade i Catalogue of Life.